# Taifa di Baeza
La Taifa di Baeza (in arabo طائفة بياسة‎?) era un regno medievale Islamico taifa Moresco di al-Andalus, che esisteva, nell'attuale Spagna meridionale, quando il potere almohade in al-Andalus, a seguito della sconfitta nella Battaglia di Las Navas de Tolosa (1212), fu notevolmente indebolito, dal 1224 al 1226, quando fu conquistata e annessa dal re di Castiglia, Ferdinando III. 

La taifa era costituita dalla città di Baeza, conosciuta all'epoca come Bayesah, ed i territori limitrofi dell'attuale Provincia di Jaén.

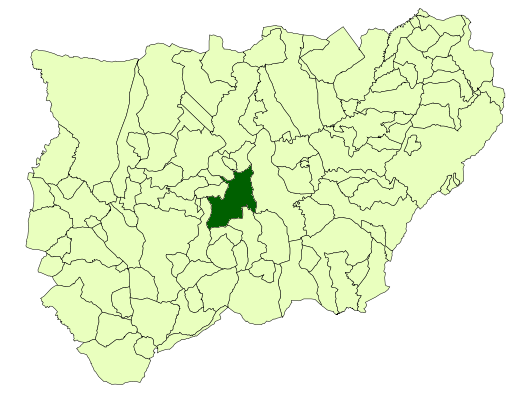
attuale estensione del comune di Baeza nell'attuale Provincia di Jaén.

## Storia
Nel secolo XI, Baeza era parte della Taifa di Jaén, poi conquistata dalla taifa di Granada e infine, come riporta The History Of The Mohammedan Dynasties In Spain Vol II, nel 1091, assiema a Jaén e Granada venne conquistata dagli Almoravidi.
Quando l'Impero degli almoravidi perdette vigore, secondo la Muslim Spain and Portugal: A Political History of al-Andalus, nel 1147, si erse a difensore di tutto il Levante di al-Andalus, Muhammad ibn Mardanish, figlio del governatore di Fraga Saʿd ibn Mardanīsh (discendente da una famiglia cristiana di nome Martinez), che riuscì a conquistare Baeza, combattendo anche contro i cristiani, dopo il 1157.
Quando l'Impero almohade perdette vigore, dopo la sconfitta subita a Las Navas de Tolosa vi fu un terzo periodo di espansione dei regni di taifa e, dopo il 1223, il califfato almohade subì una crisi, e a Baeza, Muhammad Abd Allah al-Bayasi “el Baezano”, discendente dal califfo,'Abd al-Mu'min, si dichiaro emiro nella sua città natale e sconfisse gli eserciti dell'attuale califfo, Abd Allah al-'Adil,; sentendosi però minacciato “el Baezano” si alleò col re di Castiglia, Ferdinando III, divenendone vassallo, come riporta il Muslim Spain and Portugal: A Political History of al-Andalus, combattendo assieme alle truppe cristiane, sino a che, nel 1226, “el Baezano” fu sconfitto e a Cordova vi fu una sollevazione per cui dovette fuggire e durante la fuga fu catturato nei pressi di Almodóvar del Río, dove fu decapitato e la testa inviata al califfo a Marrakech, e dopo la morte di "El Baezano" fu conquistata e annessa dal re di Castiglia, Ferdinando III.

Per un breve periodo fu occupato dalla taifa di Arjona, sino a che Baeza con la città di Jaén nel 1246 (Patto di Jaén), ritornò definitivamente ai castigliani .

### Fonti primarie
- (EN)  The History Of The Mohammedan Dynasties In Spain Vol II
- (EN)  Muslim Spain and Portugal: A Political History of al-Andalus

### Letteratura storiografica
- Rafael Altamira, "Il califfato occidentale", in: «Storia del mondo medievale», Cambridge History of Middle Age, vol. II, 1999, pp. 477–515.]
- Rafael Altamira, La Spagna (1031-1248), in "Storia del mondo medievale", vol. V, 1999, pp. 865–896
- La recomquista